# Нојзес
Нојзес (њем. Neusäß) град је у њемачкој савезној држави Баварска. Једно је од 46 општинских средишта округа Аугсбург. Према процјени из 2010. у граду је живјело 21.480 становника. Посједује регионалну шифру (AGS) 9772184.

## Географски и демографски подаци
Нојзес се налази у савезној држави Баварска у округу Аугсбург. Град се налази на надморској висини од 485 метара. Површина општине износи 25,2 km². У самом граду је, према процјени из 2010. године, живјело 21.480 становника. Просјечна густина становништва износи 852 становника/km².

## Међународна сарадња
| Мјесто  | Држава    | Врста сарадње | Од    |
| ------- | --------- | ------------- | ----- |
| Брачано | Италија   | контакт       | 2009. |
| Кисе    | Француска | партнерство   | 2000. |
|         | Шведска   | партнерство   | 1996. |
| Извор   |           |               |       |